# Трой Кемп
Трой Кемп (англ. Troy Kemp; нар. 18 березня 1966) — багамський легкоатлет, який спеціалізувався на стрибках у висоту.

## Спортивні досягнення
Фіналіст олімпійських змагань зі стрибків у висоту — 7-е місце у 1992 та 13-е місце у 1996. Учасник олімпійських змагань зі стрибків у висоту на Іграх в Сеулі (1988), де не зміг подолати кваліфікаційного раунду.
Чемпіон світу зі стрибків у висоту (1995). Фіналіст (обидва рази був 5-м) змагань зі стрибків у висоту на двох інших чемпіонатах світу (1991, 1993).
Триразовий фіналіст змагань зі стрибків у висоту на чемпіонатах світу в приміщенні (1989, 1991, 1993), на яких найкращим результатом було 4-е місце у 1993.
Дворазовий срібний призер зі стрибків у висоту на Панамериканських іграх (1987, 1991).
Чемпіон Японії зі стрибків у висоту (1991).
Чемпіон США в приміщенні зі стрибків у висоту (1989).